# Galik-Schrift
Die Galik-Schrift (mongolisch Али-гали үсэг, Ali-Gali üseg, bzw. ᠠᠯᠢ ᢉᠠᠯᠢ ᠦᠰᠦᠭ, Ali Gali u̇su̇g; zu Sanskrit आलि कालि āli kāli, dem ersten Vokal- und dem ersten Konsonantenzeichen des Devanagari-Alphabets) ist eine Erweiterung der traditionellen mongolischen Schrift. Sie wurde 1587 vom Übersetzer und Gelehrten Ajuusch Güüsch (Аюуш гүүш) erschaffen, inspiriert durch den 3. Dalai Lama, Sonam Gyatso. Er fügte zusätzliche Zeichen hinzu, um bei der Übersetzung religiöser Texte Begriffe aus Tibetisch und Sanskrit transkribieren zu können, sowie später auch aus dem Chinesischen. Einige dieser Zeichen werden auch heute noch für die Schreibung fremdsprachiger Namen verwendet.
Einige Autoren, besonders historische Quellen wie Isaac Taylor in seinem 
The alphabet: an account of the origin and development of letters von 1883, machen keinen Unterschied zwischen der Galik-Schrift und der normalen Mongolischen Schrift.